# Pani Charpentier z dziećmi
Pani Charpentier z dziećmi (fr. Madame Charpentier et ses enfants) – obraz olejny autorstwa francuskiego malarza impresjonisty Auguste’a Renoira, namalowany w roku 1878.
Obraz przedstawia żonę Georges’a Charpentiera, mecenasa Renoira, wraz z dziećmi – starszą córką Georgette i młodszym synem Paulem (często mylonym z dziewczynką ze względu na długie kręcone włosy i sukienkę). Portret namalowany był w modnym w tym czasie buduarze w stylu japońskim. Obraz został bardzo dobrze przyjęty na Salonie Paryskim w roku 1879.